# Centro Cultural de Brasília
O Centro Cultural de Brasília (CCB), fundado em 1975, é o meio concreto de atuação dos jesuítas em Brasília.
Sua missão é promover o diálogo cristão e a partilha da experiência do amor de Deus, por meio de atividades religiosas, culturais, de pesquisa e ação social, tendo em vista a solidariedade e a vida.
Seu espaço físico já serviu também como sede para a CNBB, Cáritas, Encontro de Casais, Pastoral da Juventude,  etc.
Atualmente, o CCB é composto pelas seguintes áreas:
Centro Inaciano de Espiritualidade – CIES
Centro de Investigação e Ação Social – CIAS/IBRADES
Setor Loyola de Comunicação e Cultura – SECOM
Pré-Loyola (pré-vestibular gratuito para estudantes carentes)
Suas atividades estão pautadas em cinco objetivos específicos:
Assumir o compromisso social da Igreja
Promover o diálogo entre a Igreja e a sociedade
Desenvolver o processo de qualidade no CCB
Aprofundar e difundir a espiritualidade inaciana (promovendo também a prática de Exercícios
Espirituais)
Integrar as duas dimensões – da espiritualidade e da pesquisa e ação social
Esta situado em uma área verde de 30 mil m², próxima à Esplanada dos Ministérios. (15° 47,15′ S, 47° 52,35′ O)